# José María Cuevas
José María Cuevas Salvador (Madrid, 1935 - Madrid, 2008) fou un empresari espanyol que va ostentar la presidència de la Confederació Espanyola d'Organitzacions Empresarials, (CEOE), durant 23 anys, des de 1984 fins a 2007. Va ser una referència en el món soci laboral espanyol de l'última dècada del segle xx.

## Biografia
Nasqué a Madrid el 29 de juny de 1935. Fill de comerciants que per problemes polítics van haver d'abandonar en 1933 el seu poble en la localitat palentina de Barruelo de Santullán. És llicenciat Dret per la Universitat Complutense de Madrid i és diplomat en Alta Direcció d'Empreses per l'Institut d'Estudis Superiors d'Empresa (IESE) de la Universitat de Navarra. La seva activitat empresarial ha estat vinculada amb el sector del paper. Ha format part del consell d'administració de diverses indústries papereres, com Pultex Ibèrica i Paperera del Mediterrani i va dirigir el Grup Sarrió. Dintre de la seva labor en el sector paperers destaca la seva implicació, en 1976, en el naixement de l'Organització de Fabricants de Pastes de Paper. L'any 1977 va participar en els pactes de la Moncloa en representació de la patronal.
A més d'aquests càrrecs, ha estat president de la constructora Vallehermoso i del Consell Superior de Cambres de Comerç. Va participar en la gestació de la CEOE, juntament amb el qual seria el seu primer president, Carles Ferrer Salat. Va ocupar el lloc de secretari general de la CEOE el 1978 i fou el successor del Salat en 1984. Va ocupar el càrrec de president fins a l'any 2007 on va ser substituït, amb alguna polèmica, per Gerardo Díaz Ferrán, el president de CEIM (l'organització patronal madrilenya) i de la Cambra de Comerç de Madrid, Per a això Cuevas va modificar els estatuts de l'organització mesos abans de la designació de la seva substitució, establint que la successió en la presidència de l'organització l'establís els vicepresidents de la CEOE, i no en una assemblea general com s'havia fet fins aquell moment.
Morí la matinada del 27 d'octubre de 2008 a Madrid (Espanya), a l'edat de 73 anys, a causa d'un edema pulmonar.